# ژن ریویو
ژن ریویو (به انگلیسی: GeneReviews) مجموعه‌ای آنلاین از مقاله‌های کارشناسی و بررسی شده است که بیماری‌های مرتبط با ژن‌ها را توصیف می کند. تمرکز مقاله‌ها بر آزمایش‌های ژنتیک و مشاوره‌ای در شرایط وراثتی است. نویسندگان٬ اعضای پزشکی بالینی و کارشناسان پژوهشی هستند و مقالات ارائه شده توسط سایر کارشناسان و توسط کارکنان سردبیری کانون ملی اطلاعات بیوتکنولوژی ایالات متحده مورد بررسی دوباره قرار می‌گیرد. در صورت تغییر در اطلاعات پژوهش‌های بالینی٬ مقاله‌ها هر دو یا سه سال و بر اساس یک فرآیند و پروسه رسمی به‌روز شده و همچنین در صورت نیاز تجدیدنظر می‌گردند. جستجوی کلمات کلیدی و مطلب مورد نظر به سادگی امکان‌پذیر بوده و تمامی مقاله‌ها و نوشتارهای ثبت شده را می‌توان تحت نام نویسنده، عنوان، ژن، نام بیماری ویا پروتئین مربوط به ژن جستجو نمود.

## منبع
1. ↑  Medical genetics information resource NCBI: GeneTests